# Castillo Sandsfoot

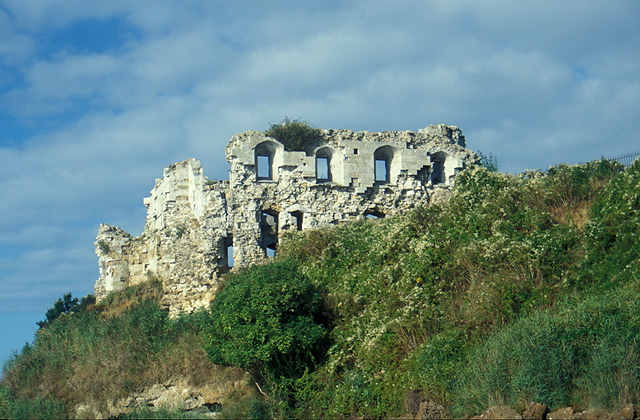
Ruinas del castillo Sandsfoot.

El castillo Sandsfoot (en inglés: Sandsfoot Castle) es una de las fortificaciones que Enrique VIII mandó a construir en la década de 1530 al oeste de Weymouth, en Dorset, Inglaterra ante la amenaza de una invasión conjunta de los países católicos a consecuencia de la Reforma anglicana. Se ubica frente a su contemporáneo, el castillo de Pórtland para juntos proteger al puerto de Pórtland.
La mayor parte de la construcción se ha derrumbado y sus restos cayeron al mar, pero aún se puede acceder al lugar. También existe allí una pequeña playa de arena llamada Sandsfoot Cove.